# 2005 par pays en Amérique

## Belize
- janvier 2005: mouvements de protestation contre la mise en place de nouvelles taxes par le gouvernement de Said Musa (Parti populaire uni, démocrate-chrétien).

## Bolivie
- Élections générales boliviennes: le candidat de gauche, Evo Morales (MAS) est élu avec 53,74 % des voix, contre 28,59 % pour Jorge Quiroga Ramírez (Podemos).

## Cuba
- 10 janvier 2005 : le ministre des Affaires étrangères Perez Roque a déclaré que La Havane avait décidé de restaurer ses relations avec toutes les ambassades à la demande de l'Espagne, de la Belgique, du Luxembourg.

## Pérou
- 1er janvier 2005 : des partisans du mouvement ultra-nationaliste Etnocacerista, dirigé par Antauro Humala, ont pris d'assaut un commissariat d'Andahuaylas au matin (10 h 30 UTC), pour exiger la démission du président de la République Alejandro Toledo. Quatre policiers ont été tués au cours d'une fusillade avec les rebelles.

## Venezuela
- 4 décembre 2005: élections législatives remportées par le Mouvement cinquième république qui remporte 60 % des voix et 114 sièges sur 167.